# Willy T. Ribbs

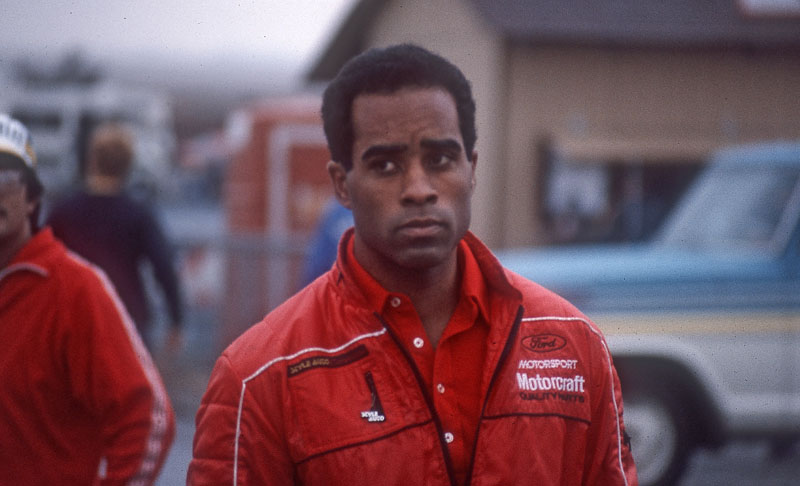
Willy T. Ribbs 1984

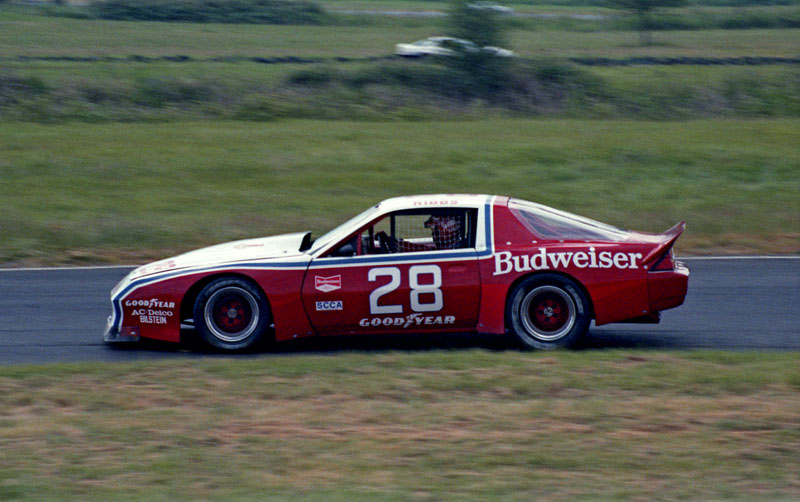
Ribbs gewann 1983 ein SCCA Trans-Am-Rennen auf dem Portland International Raceway

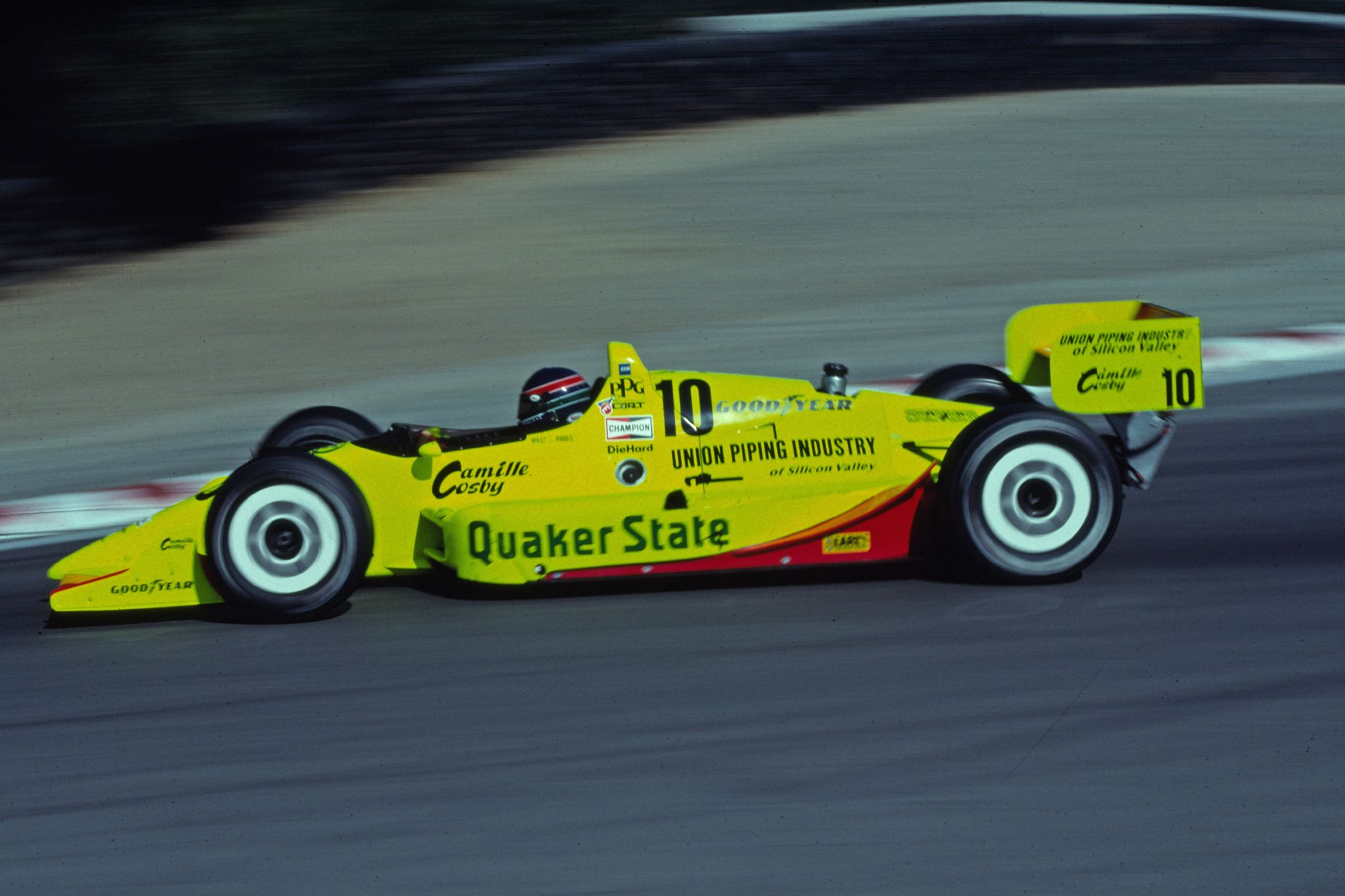
Ribbs in der Indy Car World Series in Laguna Seca 1991

William „Willy“ Theodore Ribbs, Jr. (* 3. Januar 1956 in San José, Kalifornien) ist ein ehemaliger US-amerikanischer Rennfahrer. Er war der erste afroamerikanische Rennfahrer, der ein Formel-1-Auto getestet hat sowie in der Indy Car World Series, beim Indianapolis 500 und in der IndyCar Series gestartet ist.

## Karriere
Willy T. Ribbs’ Vater arbeitete in der familieneigenen Klempnerei und zählte Autorennen zu seinen Hobbys. Ribbs wuchs behütet in San José auf einem fünf Acre großen Anwesen auf, wo Karts und Motorräder bereitstanden. Ein Ghetto sollte er erst im Teenager-Alter kennenlernen. Bereits als Kind nahm er mit seinem Vater an Rennen teil. Ribbs besuchte als einziger schwarzer Schüler die James Lick High School in San José und begann in seiner Schulzeit an Rennen teilzunehmen. Nach seinem High-School-Abschluss im Jahr 1976 weigerte er sich, ins Familienunternehmen einzutreten, und schlug stattdessen eine Motorsportkarriere ein. Mit 25.000 US-Dollar von seinen Eltern unterstützt, ging der 21-Jährige 1977 nach England, wo er anfangs 400 US-Dollar pro Start bezahlen musste.
Ribbs trat in der Formel-Ford-Dunlop-Meisterschaft an und gewann bereits in seiner ersten Saison den Titel. Anschließend kehrte Ribbs nach Nordamerika zurück und nahm unter anderem 1981 und 1982 an je drei Rennen der Atlantic Championship teil. Dabei erreichte er eine Pole-Position. 1986 debütierte er in der NASCAR und nahm an drei Rennen im Winston Cup teil.
Im Januar 1986 nahm Ribbs für Brabham in Estoril an Formel-1-Testfahrten teil. Damit wurde er zum ersten schwarzen Rennfahrer, der ein Formel-1-Auto fuhr. Zu einem Grand Prix trat er allerdings nie an.
1990 debütierte Ribbs als erster schwarzer Rennfahrer in der IndyCar World Series (ICWS) für Raynor Racing. Er wurde dabei finanziell mit 500.000 US-Dollar vom US-amerikanischen Komiker Bill Cosby unterstützt. Ebenfalls erfuhr er Unterstützung durch den Schauspieler und Rennfahrer Paul Newman sowie den früheren Boxweltmeister Muhammad Ali, der zu seinen Freunden zählte. Ribbs trat zu acht Rennen an und erzielte einen zehnten Platz als bestes Ergebnis. Die Meisterschaft schloss er auf dem 26. Platz ab. Für traurige Schlagzeilen sorgte er in Vancouver, als er in eine Kollision involviert war, bei der ein Streckenposten ums Leben kam.
1991 wechselte Ribbs zu Walker Racing und blieb bis 1994 bei diesem Rennstall in der IndyCar World Series. 1991 trat er zu 9 von 17 Rennen an. Beim Indianapolis 500 gelang ihm als ersten afroamerikanischen Piloten die Qualifikation. Seine beste Platzierung erzielte er mit einem sechsten Platz in Denver. Die Saison beendete er auf dem 17. Gesamtrang. Nachdem Ribbs 1992 nur zu einem Rennen angetreten war, stieg er 1993 zum vierten Rennen in die Meisterschaft ein und bestritt die restliche Saison. Mit einer Top-10-Platzierung wurde er 20. in der Fahrerwertung. 1994 erhielt Ribbs ein Vollzeit-Cockpit in der Indy Car World Series. Nur beim Indianapolis 500 scheiterte er an der Qualifikation. Mit zwei Top-10-Platzierungen schloss er die Saison auf dem 22. Gesamtrang ab.
1999 kehrte Ribbs in den internationalen Motorsport zurück und debütierte in der Indy Racing League (IRL). Für McCormack Motorsports nahm er an einem Rennen teil und wurde 47. in der Meisterschaft. Zu einem weiteren Engagement in dieser Serie kam es nicht mehr.
2000 trat er stattdessen in der Trans-Am-Serie an, die er mit einer Podest-Platzierung auf dem siebten Meisterschaftsplatz beendete. 2001 kehrte Ribbs in die NASCAR zurück und startete in der Craftsman Truck Series. Er nahm nur an einem Rennen nicht teil und schloss die Saison als 16. ab. Zwischen 2002 und 2010 war er in keiner Rennserie aktiv.
Im Mai 2011 gab Ribbs bekannt, dass er mit dem Rennstall Willy T. Ribbs Racing als Teamchef in der Indy Lights in den Motorsport zurückkehrt. Nachdem Chase Austin für das Team an zwei Rennen teilgenommen hatte und der erste schwarze Rennfahrer dieser Serie geworden war, gab Ribbs bekannt, im Alter von 55 Jahren sein Comeback als Rennfahrer zu geben und an einem Indy-Lights-Rennen teilzunehmen. Er schied bei dem Rennen aus und belegte am Saisonende den 29. Platz in der Meisterschaft.

## Privatleben
Willy T. Ribbs ist geschieden und zog seine Tochter und seinen Sohn allein groß. Er widmet sich auch dem Sportschießen.

## Statistik

### Karrierestationen
| - 1981: Atlantic Championship (Platz 33) - 1982: Atlantic Championship (Platz 19) - 1986: NASCAR Winston Cup (Platz 65) - 1990: ICWS (Platz 26) | - 1991: ICWS (Platz 17) - 1992: ICWS (Platz 57) - 1993: ICWS (Platz 20) - 1994: ICWS (Platz 22) | - 1999: IRL (Platz 47) - 2000: Trans-Am-Serie (Platz 7) - 2001: NASCAR Craftsman Truck Series (Platz 16) - 2011: Indy Lights (Platz 29) |

### Sebring-Ergebnisse
| Jahr | Team                | Fahrzeug            | Teamkollege           | Platzierung | Ausfallgrund       |
| ---- | ------------------- | ------------------- | --------------------- | ----------- | ------------------ |
| 1987 | All-American Racers | Toyota Celica Turbo | Jerrill Rice          | Ausfall     | Zylinder überhitzt |
| 1988 | All-American Racers | Toyota Celica Turbo | Juan Manuel Fangio II | Ausfall     | Motorschaden       |
| 1990 | All-American Racers | Eagle HF89          | Rocky Moran           | Ausfall     | Aufhängung         |
| 1991 | All-American Racers | Eagle HF90          | Juan Manuel Fangio II | Ausfall     | Motorschaden       |